# Oncideres chevrolatii
Oncideres chevrolatii är en skalbaggsart som beskrevs av Thomson 1868. Oncideres chevrolatii ingår i släktet Oncideres och familjen långhorningar. Inga underarter finns listade i Catalogue of Life.